# 河原祐馬
河原 祐馬（かわはら ゆうま、1960年 - ）は、日本の国際政治学者。専門は、旧ソ連圏政治研究。岡山大学大学院社会文化科学研究科教授。

## 経歴
1960年、兵庫県生まれ。1984年金沢大学文学部史学科を卒業後、日ソ学院ロシア語本科(中退)を経て、京都大学大学院法学研究科に進む。1991年、法学研究科博士後期課程中途退学。
愛媛大学法文学部助教授、岡山大学法学部助教授等を経て、同教授。岡山大学大学院社会文化科学研究科教授。

## 著書
- 『移民と政治——ナショナル・ポピュリズムの国際比較』島田幸典・玉田芳史と共編、昭和堂 2011
- 『外国人参政権問題の国際比較』植村和秀と共編、昭和堂 2006

## 論文
- 「И.Д.ヤクーシキンとデカブリスト運動——「啓蒙」問題を中心として(1・2）」『法学論叢』第127巻3・4号（1990年）
- 「バルト3国の独立 1917-1920年（1・2）」『政治経済史学』第291・292号（1990年）
- 「ゲルツェンとデカブリスト「伝説」」『愛媛法学会雑誌』第19巻2号（1992年)
- 「ラトヴィアにおける「ロシア」人問題」『愛媛法学会雑誌』第20巻1号（1993年)
- 「「独立国家」形成期のエストニア」『政治経済史学』第332号（1994年）
- 「エストニアの対ソ講和——タルツー条約への道」『愛媛法学会雑誌』第20巻3・4合併号（1994年）
- 「独立国復後のバルト三国」木村雅昭・廣岡正久編『国家と民族を問いなおす』（ミネルヴァ書房, 1999年）
- 「ラトヴィアにおける市民権問題の現状と課題」『愛媛法学会雑誌』第26巻3・4合併号（2000年）
- 「アレクサンドル一世の「精神的ドラマ」について」『愛媛法学会雑誌』第27巻4号（2001年）
- 「ラトヴィア共和国における市民権政策の展開——1991～2001年」『愛媛法学会雑誌』第28巻3・4合併号（2002年）
- 「ラトヴィア共和国の言語政策と少数民族問題——「国家語」法をめぐる動向を中心に」『岡山大学法学会雑誌』第52巻3号（2003年）
- 「ラトヴィア共和国の市民権政策と「非市民」の帰化プロセス」『岡山大学法学会雑誌』第53巻3・4合併号（2004年）
- 「エストニア共和国の市民権政策とロシア語系住民問題」『岡山大学法学会雑誌』第54巻4号（2005年）

## 関連リンク
- 岡山大学研究者詳細
- researchmap